# Liste der Mitglieder der National Academy of Sciences/1979
Im Jahr 1979 wählte die National Academy of Sciences der Vereinigten Staaten 75 Personen zu ihren Mitgliedern.

## Neugewählte Mitglieder
- Perry L. Adkisson (1929–2020)
- Harold M. Agnew (1921–2013)
- Keiiti Aki (1930–2005)
- G. Gilbert Ashwell (1916–2014)
- Robert Austrian (1916–2007)
- Valentine Bargmann (1908–1989)
- Neil Bartlett (1932–2008)
- Frederic C. Bartter (1914–1983)
- Fred Basolo (1920–2007)
- Joseph Berkson (1899–1982)
- Karl H. Beyer, Jr. (1914–1996)
- Olle Bjorkman (1933–2021)
- Edward A. Boyse (1923–2007)
- Elias Burstein (1917–2017)
- Kwang-chih Chang (1931–2001)
- Ray W. Clough (1920–2016)
- Stanley N. Cohen (* 1935)
- Harmon Craig (1926–2003)
- Hector F. DeLuca (* 1930)
- Jared M. Diamond (* 1937)
- Ronald W. Estabrook (1926–2013)
- Charles L. Fefferman (* 1949)
- Edward C. Franklin (1928–1982)
- Phillip A. Griffiths (* 1938)
- William A. Hagins (1928–2012)
- Robert P. Hanson (1918–1987)
- Donald O. Hebb (1904–1985)
- Gertrude Henle (1912–2006)
- Ernest M. Henley (1924–2017)
- John R. Hicks (1904–1989)
- Ira J. Hirsh (1922–2010)
- Gerhard P. Hochschild (1915–2010)
- Heinrich D. Holland (1927–2012)
- Andrew Huxley (1917–2012)
- Harvey A. Itano (1920–2010)
- Pierre A. Joliot (* 1932)
- Thomas S. Kuhn (1922–1996)
- Philip Leder (1934–2020)
- Yuan T. Lee (* 1936)
- Michael S. Longuet-Higgins (1925–2016)
- Mary F. Lyon (1925–2014)
- Paul C. Martin (1931–2016)
- Manfred M. Mayer (1916–1984)
- Digby J. McLaren (1919–2004)
- John W. Miles (1920–2008)
- Daniel Nathans (1928–1999)
- Marc Nerlove (1933–2024)
- Norman D. Newell (1909–2005)
- Gustav J. Nossal (* 1931)
- Douglas L. Oliver (1913–2009)
- Gordon H. Pettengill (1926–2021)
- Mark Ptashne (* 1940)
- Norman C. Rasmussen (1927–2003)
- David M. Raup (1933–2015)
- Alfred G. Redfield (1929–2019)
- Alan Robertson (1920–1989)
- Bernard Roizman (* 1929)
- Irwin A. Rose (1926–2015)
- Mark R. Rosenzweig (1922–2009)
- Abdus Salam (1926–1996)
- Jean-Pierre Serre (* 1926)
- Lloyd S. Shapley (1923–2016)
- Richard L. Sidman (1928–2024)
- John H. Sinfelt (1931–2011)
- Maxine F. Singer (1931–2024)
- Gabor A. Somorjai (1935–2025)
- Roger Y. Stanier (1916–1982)
- Eli Sternberg (1917–1988)
- Evon Z. Vogt, Jr. (1918–2004)
- Salome G. Waelsch (1907–2007)
- Sidney Weinhouse (1909–2001)
- Cornelis A. G. Wiersma (1905–1979)
- Robert Woodrow Wilson (* 1936)
- Yakov Zeldovich (1914–1987)
- George A. Zentmyer (1913–2003)